# Gertrud Staewen
Gertrud Staewen, geb. Ordemann (* 18. Juli 1894 in Bremen; † 10. Juni 1987 in Berlin) war eine deutsche evangelische Fürsorgerin. Sie war die Schwester von Hilda Heinemann und Schwägerin von Gustav Heinemann. Während der NS-Zeit unterstützte sie im Rahmen der Bekennenden Kirche  im Verborgenen jüdische Gemeindeglieder.

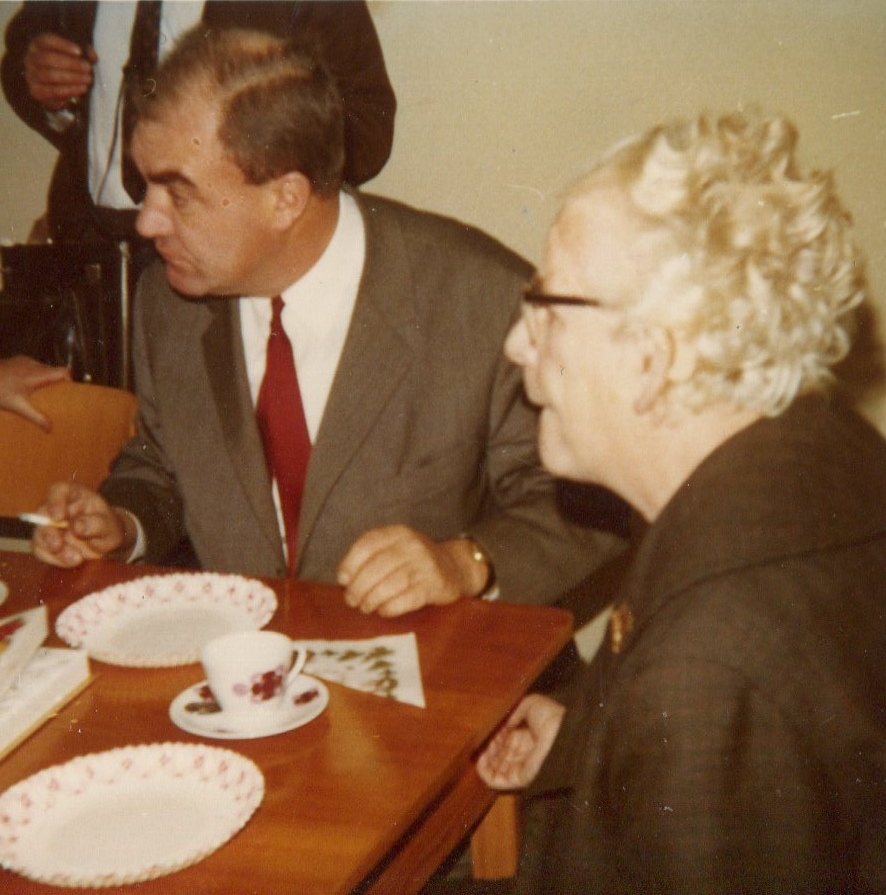
Gertrud Staewen mit Helmuth Ziegner (gleichnamige Stiftung) 1971 im damaligen Zuchthaus Tegel

## Biografie
Nach ihrem Realschulabschluss und einem Jahr in der Schweiz bei Verwandten ihrer Mutter verbrachte Staewen ein Jahr in einer Pension für höhere Töchter in Neuchâtel. Als Kind und Jugendliche war sie ehrenamtlich im Kindergottesdienst und im Kindergarten aktiv. Eine Tätigkeit in einem evangelischen Kinderhort führte schließlich dazu, dass sie gegen den Widerstand vor allem ihres Vaters eine Berufsausbildung als Fürsorgerin/Erzieherin in Berlin beginnen konnte. Während der Ausbildung, die sie an dem Institut des Vereins Jugendheim von Anna von Gierke absolvierte und 1920 abschloss, kam sie mit religiösem Sozialismus in Kontakt. In Bremen baute sie ein sozialpädagogisches Seminar auf, bevor sie nach Berlin zurückkehrte. Prägend für ihr späteres Leben wurde 1922 die Begegnung und daraus erwachsende lebenslange Freundschaft mit Karl Barth und Charlotte von Kirschbaum. 1923 heiratete sie Werner Staewen. Aus der Ehe gingen zwei Kinder hervor, Renate (1924) und Christoph (1926–2002), bevor sie nach wenigen Jahren geschieden wurde.
1926 trat Staewen in die SPD ein und versuchte nach der Scheidung ihren Lebensunterhalt durch Schreiben zu verdienen. Zur Fortbildung besuchte sie ab 1928 die Deutsche Akademie für soziale und pädagogische Frauenarbeit. Die Ausbildungsstätte wurde von Alice Salomon gegründet und von Hilde Lion geleitet. Mit letztgenannter war sie in lebenslanger Freundschaft verbunden. Ihre beiden Bücher wurden umgehend nach Erscheinen verboten. Zur Institution Kirche hatte Staewen in jenen Jahren ein eher distanziertes Verhältnis, zu einzelnen Persönlichkeiten jedoch einen engen Kontakt. 1936 begann sie eine Tätigkeit im Burckhardthaus-Verlag in Berlin-Dahlem. Ein Jahr später gehörte sie zur Dahlemer Kirchengemeinde. Dort trat sie in die Bekennende Kirche ein und erlebte Helmut Gollwitzer als Gemeindepfarrer. Ab 1941 war sie von ihrer Tätigkeit im Verlag teilweise freigestellt, um den von der Deportation bedrohten getauften „nichtarischen“ Gemeindegliedern zu helfen. Ihre Hilfe bestand vor allem in praktischer Unterstützung und Begleitung bis zur Deportation, und sie beschränkte sich dabei nicht auf Gemeindeglieder. Sie arbeitete dabei auch zusammen mit dem Leiter des Ökumenischen Flüchtlingsdienstes Adolf Freudenberg beim Weltrat der Kirchen. Als Personen aus ihrem engsten Umkreis verhaftet wurden, blieb ihre Beteiligung unentdeckt und sie verließ zeitweilig Berlin.
1946 kehrte sie zurück und arbeitete an einer kirchlichen Zeitung mit. Ab 1948 bis zu ihrem Ruhestand 1962 war sie Fürsorgerin im Männergefängnis in Berlin-Tegel, danach als ehrenamtliche Vollzugshelferin. Sie war als „Engel der Gefangenen“ bekannt. Staewen gehörte zu den ersten Mitgliedern des Kuratoriums der Gesellschaft für Christlich-Jüdische Zusammenarbeit in Berlin. Sie wurde 1958 vom Berliner Senat in die Liste der „Unbesungenen Helden“ aufgenommen, eine Würdigung, die bis 1966 760 Menschen zuteilwurde, die Verfolgte während der Zeit des Nationalsozialismus unterstützt hatten. 

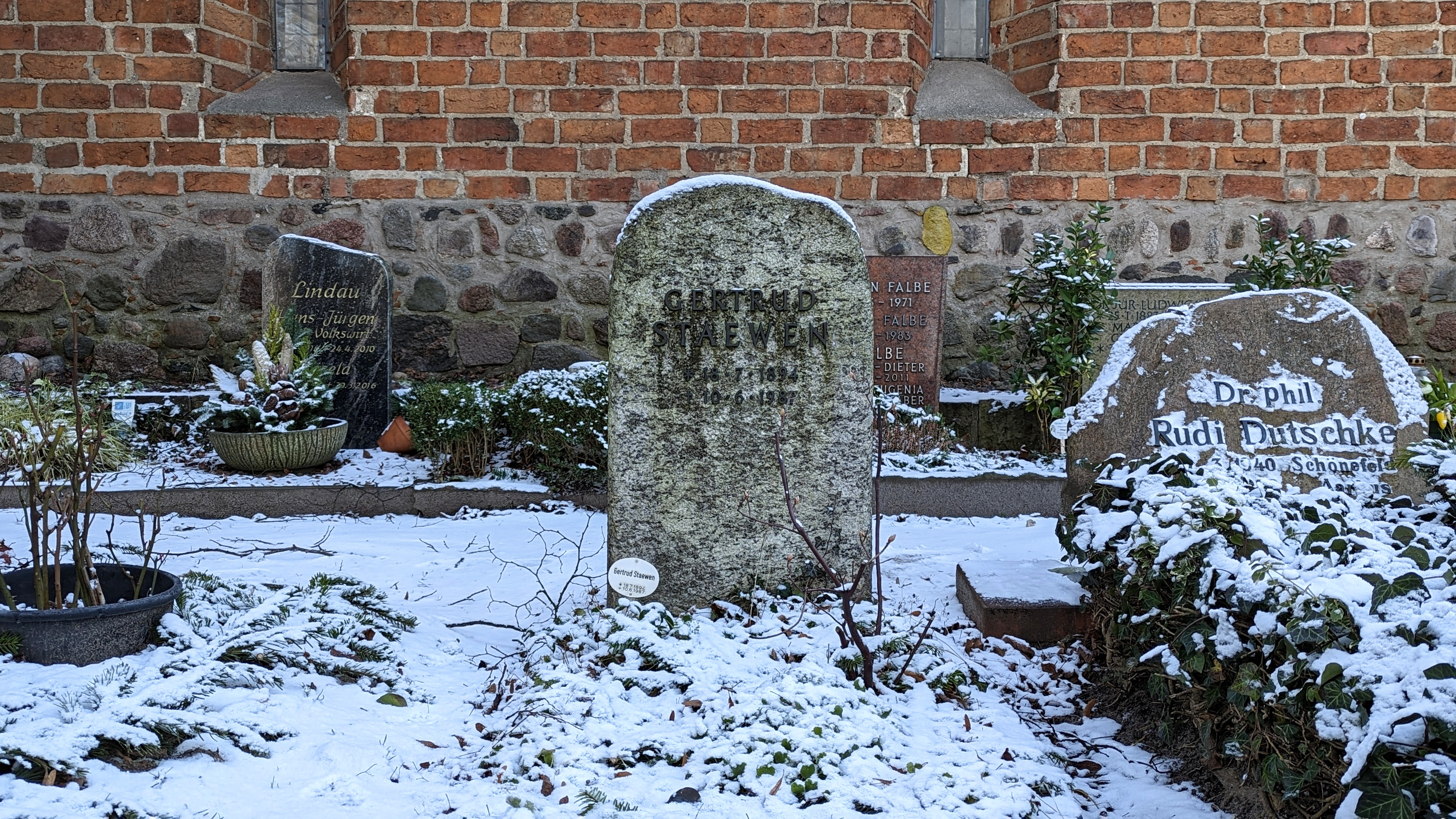
Grabstein auf dem St. Annen-Friedhof

Gertrud Staewen fand auf dem St. Annen-Friedhof in Berlin-Dahlem die letzte Ruhe, auf der ursprünglich für Martin Niemöller vorgesehenen Grabstelle, neben dem Grab von Rudi Dutschke.

## Ehrungen
- 1958: Berlin, Liste der Unbesungenen Helden
- 1983: Verdienstkreuz am Bande des Verdienstordens der Bundesrepublik Deutschland.

## Werke
- Menschen der Unordnung. Die proletarische Wirklichkeit im Arbeitsschicksal der ungelernten Großstadtjugend. Berlin 1933
- Kameradin. Junge Frauen im deutschen Schicksal 1910–1930. Berlin-Tempelhof 1936
- Warum wir immer noch darüber sprechen, in Heinrich Fink, Hg.: Stärker als die Angst. Den sechs Millionen, die keinen Retter fanden. Union, Berlin 1968, S. 80–88[2]

## Notizen
1. ↑  Interview mit Gertrud Staewen im Dokumentarfilm: Weihnachten in Tegel von Monika Schlecht und Dieter Storp. Erstsendung am 25. Dezember 1971 in der ARD.
2. ↑  Über das illegale Verstecken von Menschen jüdischer Herkunft durch geheime christliche Unterstützerkreise in Berlin 1942 - 1945

| Personendaten    | Personendaten                     |
| ---------------- | --------------------------------- |
| NAME             | Staewen, Gertrud                  |
| KURZBESCHREIBUNG | deutsche evangelische Fürsorgerin |
| GEBURTSDATUM     | 18. Juli 1894                     |
| GEBURTSORT       | Bremen                            |
| STERBEDATUM      | 10. Juni 1987                     |
| STERBEORT        | Berlin                            |